# Aeroportul Internațional Dr. Augusto Roberto Fuster
Aeroportul Internațional Dr. Augusto Roberto Fuster (IATA: PJC, ICAO: SGPJ) este un aeroport din Amambay Department⁠(d), Paraguay ce deservește zona Pedro Juan Caballero. A fost numit după Augusto Roberto Fuster⁠(d).
Situat la o altitudine de 571 m, aeroportul dispune de 1 pistă.

## Infrastructură

### Piste
Aeroportul dispune de o singură pistă. Pista 03/21 are suprafața de Bitum și dimensiunile 1.800 m × 28 m. 